# Oscar A. C. Lund
Oscar A.C. Lund (21 de mayo de 1885 – 2 de mayo de 1963) fue un actor, guionista y director de cine de origen sueco, activo en las industrias cinematográficas sueca y estadounidense.

## Biografía
Su nombre completo era Oskar Augustus Constantine Lund, y nació en Gotemburgo, Suecia, siendo su padre el actor y director teatral sueco Carl Ludwig Lund (1858–1893). 
Lund emigró en 1900 a los Estados Unidos, país en el cual entró en su floreciente industria cinematográfica, dirigiendo en 1912 su primer film, The Wager. Al año siguiente Lund rodó The Great Unknown en Canadá, siendo esa producción el primer film dramático rodado nunca en esa nación.
Como a menudo ocurría en los primeros tiempos de la industria del cine, Lund también escribía los guiones y actuaba en muchos de los filmes que dirigía. En 1917 escribió una producción que podría calificarse como un docudrama, Mother Love and the Law, basada en un caso real de custodia infantil en Illinois.
Desde 1912 a 1924 Oscar Lund dirigió más de 60 películas en los Estados Unidos. Entre ellas se incluía el primer largometraje producido por la división en Nueva Jersey de la compañía francesa Eclair, Into the Wilderness (1914). Lund trabajó con frecuencia con el director y guionista B. A. Rolfe, así como con la actriz británica Barbara Tennant, a la que dirigió en más de media docena de películas.
En 1933, en su nativa Suecia, Lund dirigió su primera cinta sonora, una producción en sueco titulada Kärlek och dynamit.
Oscar A. C. Lund falleció en 1963 en Estocolmo, Suecia, siendo enterrado en el Cementerio Skogskyrkogården de dicha ciudad.